# Jacques de Menthonay
Jacques de Menthonay (Menthonnex-en-Bornes, 1330/1340 – Avignone, 16 maggio 1391) è stato uno pseudocardinale francese, creato dall'antipapa Clemente VII.

## Biografia
Nacque a Menthonnex-en-Bornes tra il 1330 ed il 1340.
L'antipapa Clemente VII lo elevò al rango di (pseudo) cardinale nel concistoro del 23 dicembre 1383.
Morì il 16 maggio 1391 ad Avignone.